# Allianzvertrag von Berlin (1715)

Europa im Jahr 1701

Der Allianzvertrag von Berlin (1715) wurde von den Monarchen des Kurfürstentums Hannover Georg I. und des Königreichs Dänemark am 2. Mai 1715 unterzeichnet.
Seine Kernbestimmungen richteten sich gegen Schweden, gegen das Dänemark Krieg führte. Der Staatsvertrag enthält im Wesentlichen Bestimmungen zum Besitzübergang von Bremen-Verden von Dänemark an Kurhannover für den Kriegseintritt der Hannoveraner an der Seite der anti-schwedischen Koalition.
Bündnisverträge

Preobraschenskoje (1699) • Dresden (1699) • Narva (1704) • Dresden (1709) • Thorn (1709) • Kopenhagen (1709) • Hannover (1710) • Lutsk (1711) • Adrianopel (1713) • Schwedt (1713) • Stettin (1715) • Berlin (1715) • Greifswald (1715)
Friedensverträge

Traventhal (1700) • Warschau (1705) • Altranstädt (1706) • Pruth (1711) • Frederiksborg (1720) • Stockholm (1719) • Stockholm (1720) • Nystad (1721)  • Stockholm (1729)
Kapitulationen

Estland und Livland (1710)

## Diplomatischer Kontext

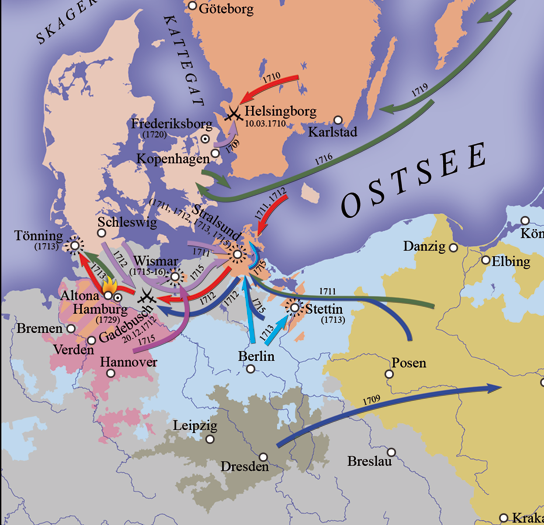
Norddeutscher Kriegsschauplatz zwischen 1711 und 1715

Für Kur-Hannover bot der Große Nordische Krieg die Möglichkeit, sein Territorium an der Seite der antischwedischen Allianz bis an die Elbe- und Wesermündung auszudehnen. Dieses Gebiet, die seit dem Westfälischen Frieden 1648 schwedischen weltlichen Herzogtümer Bremen und Verden, lag jedoch auch im Interessensgebiet Dänemarks, das 1712 Bremen besetzte. Hannover antwortete mit der Besetzung Verdens, da es weder den dänischen Machtzuwachs, noch die Abtrennung vom Meer hinnehmen wollte und zudem seinen Anspruch für spätere Friedensverhandlungen manifestieren musste.
In langwierigen Verhandlungen versuchte Hannover, Dänemark zu einem Verzicht auf Bremen-Verden zu bewegen. Auch Gespräche auf dem Braunschweiger Friedenskongress im Januar und März bis Juni 1714 brachten kein Ergebnis. Zudem stand die hannoversche Weigerung, militärisch in Pommern einzugreifen und Dänemark in der Frage der Satisfaktion Holstein-Gottorfs entgegen zukommen, einer Einigung im Wege. Erst als Georg Ludwig englischer König geworden war und eine Großmacht mit einer starken Flotte hinter sich hatte, kam Bewegung in die Verhandlungen. Als Preußen schließlich am 17. April 1715 Hannover den Besitz Bremen-Verdens zusicherte, konnte sich Dänemark dem diplomatischen Druck innerhalb der antischwedischen Koalition nicht mehr versagen.
Unstimmigkeiten in Finanzfragen waren der Grund dafür, dass die Räumung durch Dänemark auf sich warten ließ. Friedrich IV. ratifizierte den Vertrag erst am 26. Juni 1715. Hannover seinerseits stellte sein Engagement im Krieg und seine finanziellen Verpflichtungen hinsichtlich Pommerns zurück. Am 16. Juli 1715 unterzeichnete Georg I. auf Drängen Dänemarks einen Revers, um die Satisfaktion für das Haus Holstein-Gottorf durch erhöhte Zahlungen Hannovers zu regeln. Am 17. Juli 1715 wurde daraufhin der am 2. Mai geschlossene Vertrag ausgetauscht. Nach weiteren Zugeständnissen Hannovers in den Restantenforderungen räumte Dänemark am 15. Oktober die besetzten Gebiete. Am gleichen Tag erklärte Hannover Schweden den Krieg.

## Inhalt
Bedrohung durch Schweden. Fehlender Friedenswillen Schwedens. Offensiv- und Defensivbündnis mit Dänemark-Norwegen.
- Art. 1 Wahrung des Friedens im Ober- und Niedersächsischen Kreis.
- Art. 2 Bremen-Verden geht mit allen Rechten an Hannover.
- Art. 3 Dänemark übergibt Bremen (mit Stade und allem Besitz) innerhalb 14 Tagen an Hannover. Hannoversche Kriegserklärung an Schweden.
- Art. 4 Dänemark verteidigt im Notfall Bremen-Verden mit 8000 Mann.
- Art. 5 Geldhilfe Dänemarks, falls Hannover von Schweden oder einem von dessen Verbündeten, namentlich Frankreich, angegriffen wird.
- Art. 6 Hannover erklärt nach der Übergabe den Krieg gegen Schweden.
- Art. 7 Finanzielle Entschädigung für Dänemark.
- Art. 8 Falls bis zum 1. Mai 1716 noch kein Friedensschluß erfolgt ist, wird Hannover weitere Zahlungen leisten.
- Art. 9 Hannover bemüht sich in Großbritannien um englische Subsidien für Dänemark.
- Art. 10 Hilfstruppen, Bemühung um preußische Unterstützung.
- Art. 11 Schleswig und Holstein. Garantie des dänischen Besitzes.
- Art. 12 Satisfaktion Holstein-Gottorps durch den Braunschweiger Kongress.
- Art. 13 Hannover garantiert Dänemark den Besitz Pommerns nördlich der Peene.
- Art. 14 Wismar wird freie Reichsstadt.
- Art. 15 Hannover garantiert Preußen den Besitz Pommerns südlich der Peene.
- Art. 16 Trennung Holsteins von der Krone Schwedens. Braunschweiger Kongreß.
- Art. 17 Hannover engagiert sich nicht militärisch in Pommern. Hilfe Preußens.
- Art. 18 Hilfsleistungen für künftige Bündnispartner.
- Art. 19 Kriegskonzilium.
- Art. 20 Fall eines schwedischen Angriff auf Sachsen.
- Art. 21 Kontaktaufnahme mit dem Kaiser wg. Bremen-Verden.
- Art. 22 Information Russlands.
- Art. 23 Verbot eines Separatfriedens.

Austausch der Ratifikationen innerhalb fünf Wochen. Gültigkeit des Vertrages tritt erst ein, wenn auch Dänemark und Preußen sowie Hannover und Preußens eine Einigung erzielt haben.(Dies geschah am 24. Mai beziehungsweise im April 1715).

## Weitere Entwicklung
Schweden verlor bis Anfang 1716 sämtliche Besitzungen in Norddeutschland. Nach dem Friedensschluss mit Schweden im Frieden von Frederiksborg ging Schwedisch-Pommern mit Stralsund südlich der Peene in preußischen Besitz über, während Bremen-Verden in hannoverischen Besitz fiel. Dänemark musste seine Besitzungen nördlich der Peene an Schweden zurückgeben.